# 稲葉奈々子

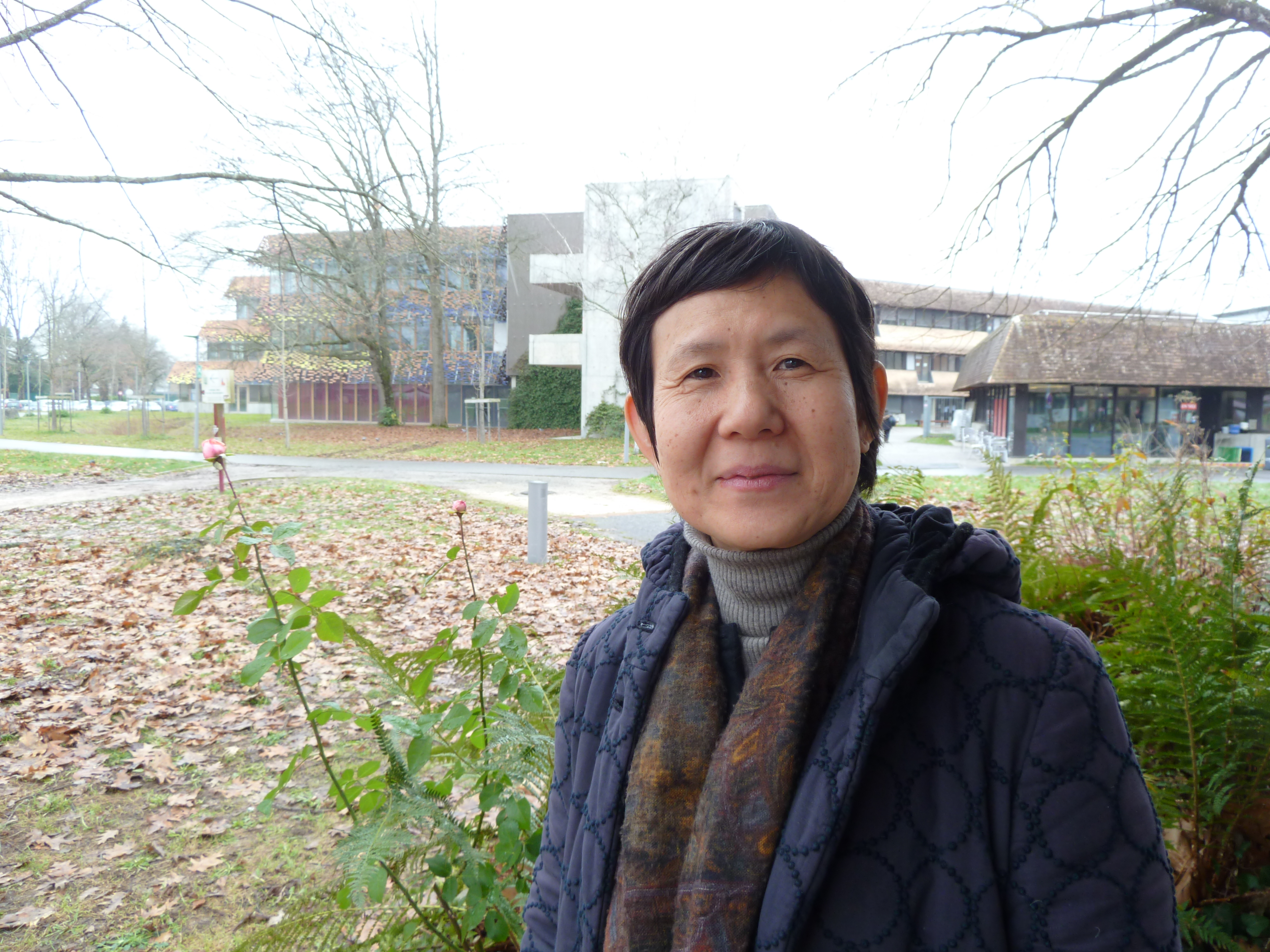

稲葉 奈々子（いなば ななこ、1968年 - ）は、日本の社会学者。専門はフランス地域研究、ジェンダー、社会運動等。上智大学総合グローバル学部教授。反貧困ネットワーク常務理事。反差別国際運動理事。日本学術会議連携会員。

## 人物・経歴
埼玉県生まれ。1987年埼玉県立浦和第一女子高等学校卒業。1993年東京外国語大学外国語学部フランス語学科卒業。1995年パリ第7大学社会科学研究科DEA修了。1996年東京大学大学院総合文化研究科修士課程修了。1998年同博士課程中退。茨城大学人文学部専任講師、同准教授を経て、2015年上智大学総合グローバル学部総合グローバル学科教授。移民研究などが専門で、日本学術会議連携会員、移住者と連帯するネットワーク（移住連）運営委員や、反貧困ネットワーク常務理事、反差別国際運動理事等も兼務。

## 著作

### 著書
- 『外国人労働者から市民へ : 地域社会の視点と課題から』（宮島喬・ 梶田孝道編, 共著）有斐閣 1996年
- 『現代ヨーロッパ社会論 : 統合のなかの変容と葛藤』（宮島喬編, 共著）人文書院 1998年
- 『ヨーロッパ統合のゆくえ : 民族・地域・国家』（宮島喬・羽場久浘子編, 共著）人文書院 2001年
- 『多文化社会の選択：「シティズンシップ」の視点から』（NIRAシティズンシップ研究会編，共著）日本経済評論社 2001年
- 『普遍性か差異か：共和主義の臨界、フランス』（三浦信孝編，共著）藤原書店 2001年
- 『マイノリティと社会構造』（宮島喬・梶田孝道編，共著）東京大学出版会 2002年
- 『移民政策の国際比較』（小井土彰宏編，共著）明石書店 2003年
- 『市民のアソシエーション』（コリン・コバヤシ編，共著）太田出版 2003年
- 『社会運動という公共空間』（曽良中清司・長谷川公一・町村敬志・樋口直人編，共著）成文堂 2004年
- 『差異化する正義』（仲正昌樹編，共著）御茶の水書房 2004年
- 『社会運動研究入門』（帯刀治・北川隆吉編，共著）文化書房博文社 2004年
- 『フランスとその「外部」』（石井洋二郎, 工藤庸子編, 共著）東京大学出版会 2004年
- 『新・国際社会学』（梶田孝道編，共著）名古屋大学出版会 2005年
- 『国境を越える : 滞日ムスリム移民の社会学』（樋口直人, 丹野清人, 福田友子, 岡井宏文と共著）青弓社 2007年
- 『在留特別許可と日本の移民政策：「移民選別」時代の到来』（渡戸一郎・鈴木江理子・APFS編，共著）明石書店 2007年
- Globalization, Minorities and Civil Society: Perspectives from Asian and Western Cities (Koichi Hasegawa and Naoki Yoshihara ed.) Trans Pacific Press, 2008
- 『格差と貧困がわかる20講』（牧野富夫・村上英吾編，共著）明石書店 2008年
- 『サステイナビリティ学をつくる：持続可能な地球・社会・人間システムを目指して』（三村信男他編，共著）新曜社 2008年
- 『国際移民と連鎖するジェンダー』（伊藤るり・足立真理子編，共著）作品社 2008年
- 『移民のヨーロッパ：国際比較の視点から』（竹沢尚一郎編，共著）明石書店 2011年
- Transforming Japan: How Feminism and Diversity Are Making a Difference (Tani Barlow ed.) Feminist Press, 2011
- Social Exclusion: Perspectives from France and Japan (Yoshimichi Sato ed.) Trans Pacific Press, 2012
- 『移民政策とは何か』（髙谷幸編, 共著）人文書院 2019年
- 『東京オリンピック2017都営霞ケ丘アパート』（青山真也編, 共著）左右社 2021年
- 『中東・イスラーム世界への30の扉』（西尾哲夫・東長靖編，共著）ミネルヴァ書房 2021年
- 『多文化共生の実験室 : 大阪から考える』（髙谷幸編, 共著）青弓社 2022年
- Migration Governance in Asia: A Multi-level Approach (Kazunari Sakai and Noemi Lanna eds.) Routledge, 2022.
- 『ニューカマーの世代交代 : 日本における移民2世の時代』（樋口直人と共編）明石書店 2023年
- 『入管を問う——現代日本における移民の収容と抵抗』（岸見太一・髙谷幸と共著）人文書院 2023年
- （ハイメ・タカハシ）,（エドゥアルド・アサト）,（樋口直人）,（小波津ホセ）,（オチャンテ, 村井・ロサ・メルセデス）,（カルロス・オチャンテ）『ペルーから日本へのデカセギ30年史：Peruanos en Japón, pasado y presente』インパクト出版会 2024
- Zmieniając Japonię: Jak feminizm i różnorodność wpływają na społeczeństwo, Pierwsze, 2024.
- 『高校生と考える 未来への想像力』左右社 2025
- 『政治・社会運動 (岩波講座 社会学 第13巻)』岩波書店 2025

### 翻訳
- クリストフ・アギトン著『「もうひとつの世界」への最前線 : グローバリゼーションに対して立ちあがる市民たち』（増田一夫と共訳）現代企画室 2009年
- ラッセル・キング他著『移住・移民の世界地図』（竹沢尚一郎, 高畑幸と共訳）丸善出版 2011年